# Dreiseithof

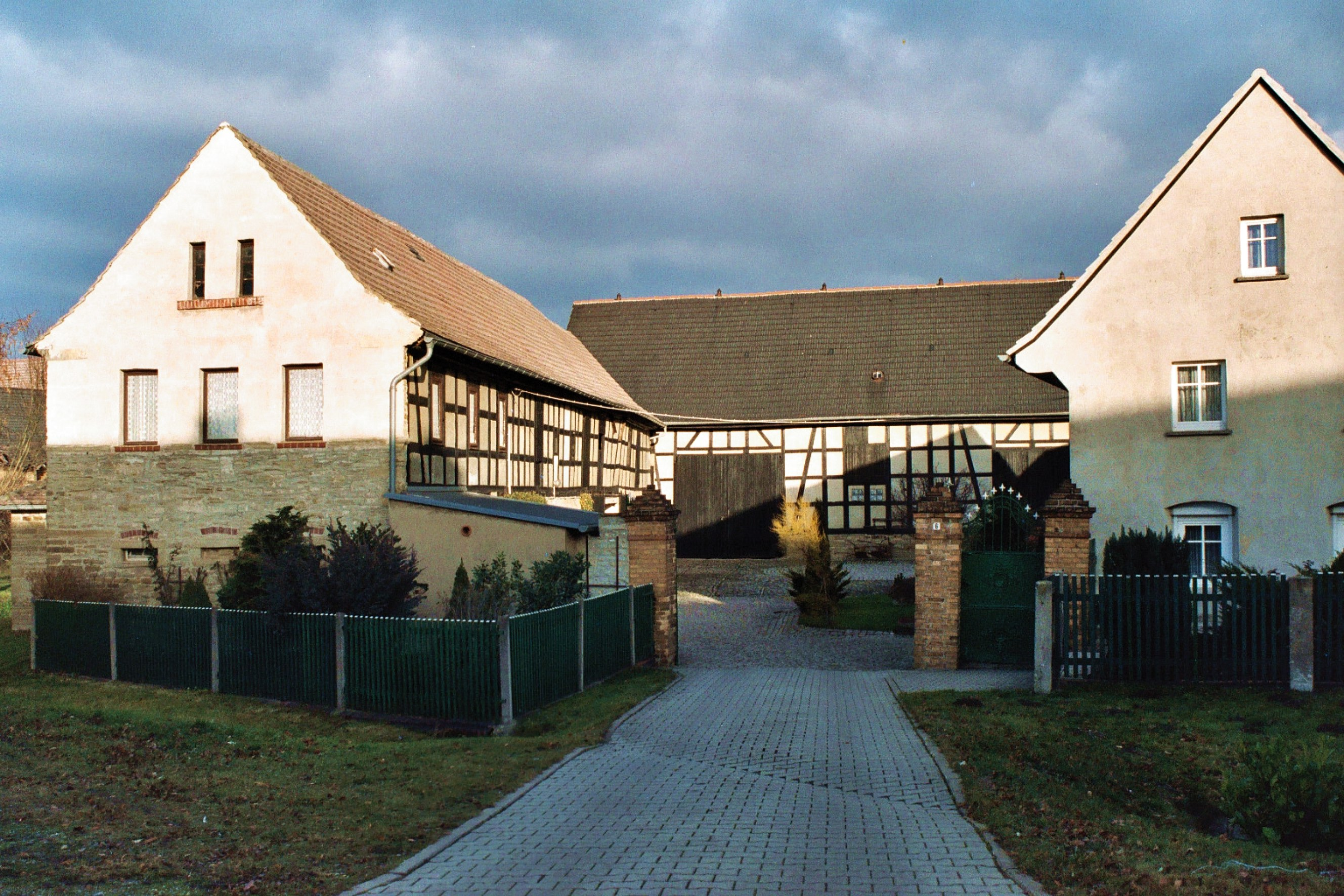
Loitzschütz (Gutenborn, Sachsen-Anhalt)

Der Dreiseithof ist eine Bauernhofanlage, in der die Gebäude an drei Seiten eines meist rechteckigen landwirtschaftlichen Wirtschaftshofs stehen. Die Anordnung kann je nach Region sehr unterschiedlich sein.

## Schleswig-Holstein
In Angeln, der Halbinsel zwischen Schlei und Flensburger Förde im Nordosten Schleswig-Holsteins, ist ein solches Gehöft üblicherweise geräumig und besteht aus drei freistehenden Gebäuden. Das Wohnhaus bildet die Rückseite des Hofes und ähnelt oft einem Herrenhaus. Die Wirtschaftsgebäude stehen zur Rechten und zur Linken. In der Mitte wächst nicht selten eine Hoflinde. Oft liegt neben der Ausfahrt ein Ententeich, der zugleich Löschwasserreservoir ist.

## Mittleres und südliches Deutschland
In der Mitte und im Süden des deutschen Sprachraums sind Dreiseithöfe oftmals gedrängt angelegt. Ein großer Prozentsatz dieser Höfe steht in eng bebauten geschlossenen Ortschaften. Die Gebäude des Gehöftes stoßen an den Ecken des gepflasterten Hofes aneinander. Das Wohnhaus befindet sich auf einer Seite neben der Einfahrt. Die Gute Stube an der Giebelseite hat ihre Fenster zur Straße. Die Rückseite des Hofes wird zumeist von der Scheune eingenommen. Dem Wohnhaus gegenüber befindet sich dann der Stall oder das Auszugshaus.